# Сандал, Александр Лазаревич
Алекса́ндр Ла́заревич Санда́л (4 июля 1934, с. Ружино, Украинская ССР — 17 апреля 2015) ― советский инженер-механик, профессор, Заслуженный машиностроитель РСФСР (1985), Народный депутат РСФСР (1990―1991).

## Биография
Родился 4 июля 1934 года в селе Ружино, Житомирский район, Киевская область, Украинская ССР. С началом Великой Отечественной войны его семья эвакуировалась на Урал в город Каменск-Уральский.
Трудовую деятельность начал с 14 лет: работал помощником прокатчика, прокатчик на Синарском трубном заводе с 1948 по 1952 год. В 1952 году призван в Советскую Армию, службу проходил до 1956 года.
Вернувшись из армии снова работал трубопрокатчиком. В 1957 году поступил в Уральский лесотехнический институт, который окончил в 1962 году. После института работал главным механиком одного из леспромхозов Пермской области. В 1965 году назначен инженером-механиком Уфалейского леспромхоза (по 1966 г.), затем работал начальником цеха, председателем профкома завода «Уралэлемент» (1966—1971). 17 мая 1971 года назначен директором Верхнеуфалейского завода «Дорреммаш».
Александр Сандал первым в городе Верхний Уфалей начал вести строительство жилья собственными силами. Внёс значительный личный вклад в развитие городской инфраструктуры, улучшение внешнего облика Верхнего Уфалея, транспортного сообщения. По его приглашению в городе с 1990 года работали московские врачи, услугами которых пользовались горожане, жители области.
С 1970 по 1989 год неоднократно избирался народным депутатом местных Советов[каких?]. В 1990 году избран Народным депутатом РСФСР.
В 1977 году награждён Орденом Трудового Красного Знамени. Также награждён медалью «В ознаменование 100-летия со дня рождения В. И. Ленина» (1970), Почётной грамотой губернатора Челябинской области, дипломом «Бизнес-лидер 2000», знаком «Почётный дорожник РСФСР» (1984), Заслуженный машиностроитель РСФСР (1985), лучший изобретатель Минавтодора РСФСР (1989). Почётный гражданин Верхнего Уфалея (1994 г.).
Действительный член Международной академии информатизации (2000), профессор, действительный член Международной академии проблем безопасности, обороны и правопорядка (2002).

## Награды
- Орден Трудового Красного Знамени
- Медаль «В ознаменование 100-летия со дня рождения Владимира Ильича Ленина»